# ألكسندرا روبنز
ألكسندرا روبنز (بالإنجليزية: Alexandra Robbins)‏ هي كاتِبة وصحفية أمريكية، ولدت في مايو 1976 في الولايات المتحدة.